# Ball’s Pyramid
Ball’s Pyramid, Piramida Balla – wzniesienie skalne (nek), znajdujące się na Morzu Tasmana (wschodnie wybrzeże Australii). Jeden z nadmorskich szczytów Wyniesienia Lord Howe. Znajduje się 700 kilometrów na północny wschód od Sydney. Leży ok. 20 km na południe od wyspy Lord Howe. Jest wymieniona przez Księgę Rekordów Guinnessa jako najwyższa kolumna skalna na świecie. Jest obiektem z listy dziedzictwa UNESCO.

## Charakterystyka
Piramida ma u podstawy szerokość 400 metrów, a wysokość 562 metry - prawie dwa razy tyle, ile Wieża Eiffla. Wzniesienie ma 1,1 km długości. Po jednej ze stron leży mała skalna wysepka, odłączona od głównego masywu.
Ball’s Pyramid jest pozostałością komina wygasłego, zerodowanego wulkanu. Na tym obszarze było więcej wulkanów, ale wygasły ok. 7 mln lat temu.

## Odkrycie
Pierwszy udokumentowany przypadek odkrycia wysepki miał miejsce w 1788 r., gdy Henry Lidgbird Ball przepływał obok niej statkiem Supply wiozącym osadników na wyspę Norfolk. Nazwał ją własnym nazwiskiem, zaś w drodze powrotnej nazwał największą wyspę łańcucha na cześć Lorda Howe'a, ówczesnego pierwszego lorda Admiralicji.

## Fauna wyspy Lord Howe i Ball’s Pyramid
U wybrzeży Lord Howe płynąca na południe woda styka się z wodami z Pacyfiku. Jest tam najbardziej wysunięta na południe rafa koralowa[wymaga weryfikacji?], na której żyje ponad 400 gatunków ryb z ciepłych i zimnych wód. Niektórych występujących tam ryb, takich jak np. wargacz dwugłowy, nie spotka się nigdzie indziej, są to gatunki endemiczne. Na Ball’s Pyramid żyją ptaki morskie i krocionogi, występuje na niej także ostatnia znana naturalna populacja krytycznie zagrożonego wymarciem straszyka Dryococelus australis.

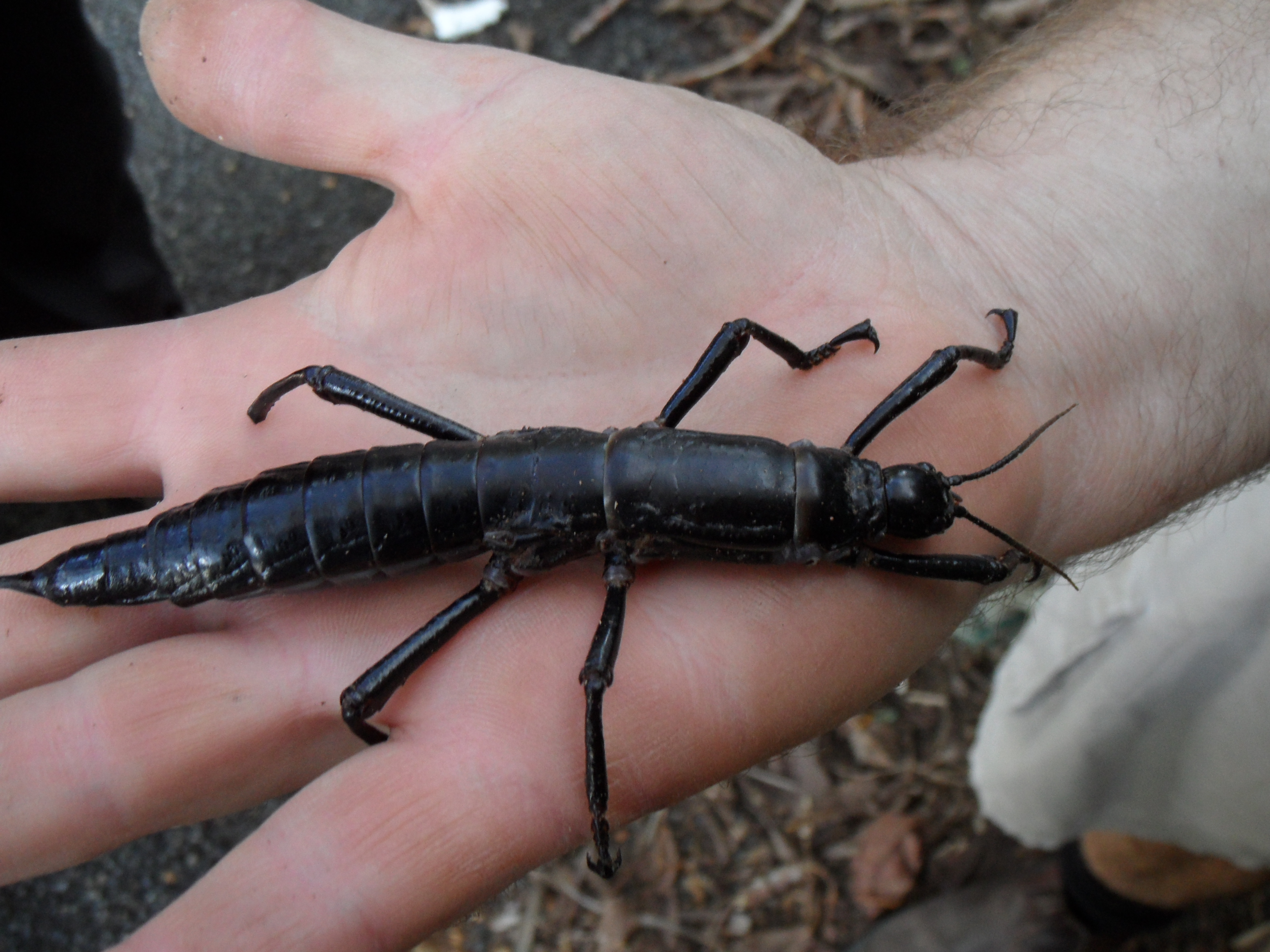
Straszyk Dryococelus australis. Gatunek występuje jedynie na Piramidzie Balla

## Próby zdobycia
Niektórzy podczas prób zdobycia szczytu, nie mogąc przybić łodzią do brzegu, podpływali do niej wpław razem ze sprzętem. Dopiero w roku 1965 Bryden Allen i John Davis wspięli się na wierzchołek góry. Najtrudniej było im pokonać ostatnie 60 m ze względu na kruszącą się skałę.